# Führungsinformationssystem (Wirtschaft)
Als Führungsinformationssystem (FIS) (engl. executive information system, EIS) oder Management-Unterstützungs-Systeme (MUS) bezeichnet man in der Wirtschaft jene Informationssysteme, welche Informationen über alle das betrachtete Unternehmen oder Organisation betreffenden Sachverhalte (sowohl aus unternehmensinternen als auch -externen Quellen) sammeln, aufbereiten und dem Management in geeigneter Form (führungsadäquat) zur Verfügung stellen. FIS sind aus dem Berichtswesen entstanden und beziehen sich in erster Linie auf personelle Inhalte, also Fragen zur Mitarbeiterzahl, deren Kennzahlen und den rationalen Einsatz der Mitarbeiter. Auch die von jedem Mitarbeiter entstandenen Kosten sind ablesbar.
Wichtige Eigenschaften dieser Systeme umfassen die Möglichkeit, Daten sowohl kumuliert als auch im Detail betrachten zu können, sowie sie unter unterschiedlichen Gesichtspunkten betrachten zu können.
Beispiel:
Der Einstieg in das FIS könnte über die Vertriebsdaten geschehen, welche über das gesamte Jahr summiert und für die einzelnen Sparten aufgelistet sind.
Die Führungskraft kann nun sowohl die Daten bis nach unten zu einem bestimmten Tag verfolgen und so Informationen über saisonale Zusammenhänge erkunden, als auch eine andere Betrachtungsform wählen – etwa nach Vertriebs- oder Kostenstellenbeauftragtem geschlüsselt. Teil des FIS ist auch die Zeiterfassung im Innendienst. 
Neben der passiven Suche nach entscheidungsrelevanter Information treten zunehmend auch Frühwarnsysteme in den Vordergrund, die nach dem Push-Paradigma gestaltet sind und das Management auf besondere Sachverhalte bzw. auffällige Datenkonstellationen hinweisen.
Grundlage eines FIS ist das Data-Mining beziehungsweise das Data-Warehouse.

## Funktionen
Ein Führungsinformationssystem erfüllt folgende Funktionen:
- Exception Reporting: Abweichungen vom Soll-Zustand werden frühzeitig angezeigt. Dies erfolgt auf Basis von kritischen Erfolgsfaktoren unter Verwendung von farblichen Markierungen.
- Drill-Down: Daten können bis zur operativen Datenbasis abgerufen werden. Verdichtungsstufen und Detailinformationen können frei gewählt werden.
- Navigation: Bei der Datensicht werden Orientierungshilfen angezeigt.
- Nachrichten: Bereitstellung von unternehmensinternen und -externen Nachrichten.
- Trendanalyse: Der zeitliche Verlauf von Daten wird aufbereitet, um daraus auf künftige Werte schließen zu können. Das betrifft zum Beispiel Artikelumsätze oder Marktanteile.
- Anmerkungen: Die Dokumente des Führungsinformationssystems können mit persönlichen Notizen versehen werden.